# Отто Вейнінгер
Отто Вéйнінгер (згідно німецької вимови - Вáйнінгер, нім. Otto Weininger, нар. 3 квітня 1880 — пом. 4 жовтня 1903) — австрійський філософ. Він став відомий завдяки роботі «Стать і характер», що характеризується екстремальністю теорій, а також через самогубство у колишній резиденції Людвіга ван Бетховена у Відні.

## Біографія
Вейнінгер був єврейського віросповідання і перейшов у протестантську віру, що ставилася вкрай вороже до євреїв у ті роки. Він розробив філософсько-психологічні теорії рівності, у центрі яких — теорія людської бісексуальності. Після демонстративної смерті його книга стала бестселером.

## Життя
Отто Вейнінгер походив з угорсько-єврейської родини. Народився 3 квітня 1880 році, як син ювеліра Леопольда Вейнінгера і його дружини Адель, у Відні. Він відвідував початкову та середню школу і був різноробом. У липні 1898 Вейнінгер пройшов іспит на атестат зрілості.
Вейнінгер вступив до Віденського Університету. Там він вивчав філософію і психологію, а також відвідував природничі та медичні лекції. У віці вісімнадцяти років він вивчив грецьку, латинську, французьку й англійську, пізніше також іспанську та італійську мови. Він перебував під впливом ідей і робіт Іммануїла Канта і брав участь у засіданнях філософського товариства.
Влітку 1902 Вейнінгер відправився в Байройт, де почув оперу «Парсіфаль» Ріхарда Вагнера, що справила на нього глибоке враження. Вагнера вважав «найбільшою людиною після Христа» і звернув у «Парсіфалі» увагу на усвідомлення того, що «статевий акт — платіж», «що чоловік цієї жінки повинен платити за її гноблення». Після Дрездена та Копенгагена він здійснив подорож до Християнії (Осло).
Після декількох місяців цілеспрямованої роботи була опублікована в червні 1903 праця «Стать і характер» — фундаментальне дослідження, де він хотів розглянути співвідношення статей в новому світлі, у віденському видавництві Braumüller & Co. Це був текст дисертації Вейнінгера, у трьох найважливіших главах якої описані тенденції до антисемітизму, женоненависництва і до нестриманої метафізики: «Суть жіночої статі, і її розум у Всесвіті», «Юдаїзм», «Жінка і людський рід.»

## Смерть
Отто Вейнінгер демонстративно наклав на себе руки в готельному номері, в якому помер Бетховен. Можливими причинами самогубства сучасники називали «конфлікт між проповідуваним ним аскетизмом і власною чуттєвістю». З іншого боку, самогубство Вейнінгера нерідко зараховують до так званих випадків суїциду через комплекс культурної меншовартості.

## Внесок у науку
Вейнінгер передбачив деякі дослідження гормональної медицини та сексології, привернув увагу до малодосліджених тоді проміжних форм сексуальності, створив яскраве дослідження феномену геніальності.

## Стать і характер
Є одним із класичних документів віденської школи модернізму.
Ця книга, що досі залишається культовою, була написана з натурфілософських позицій і являла собою глобальне дослідження «чоловічої» і «жіночої» основ. Першій властиві високий рівень розвитку свідомості, творення та аскеза. Друга виступає носієм примітивної моделі свідомості, непродуктивності та чуттєвості. Носіями «жіночої» основи виступають, крім жінок, також і чоловіки — євреї та негри. У розділі «Про єврейство» Вейнінгер протиставив «жіночий» (тобто аморальний) юдаїзм «чоловічому» християнству, що пізніше лягло в основу антисемітської пропаганди серед австрійських юдофобів.
Два або три десятиліття, перш ніж твір Вейнінгера перекочував до бібліотечних фондів рідко запитуваних книг (а в колишньому Радянському Союзі — в спецхран), він успішно конкурував із наймоднішими новинками. За перші десять років книга, що зовсім незвично для вченої праці, була перевидана 12 разів. На початок тридцятих років вона витримала близько тридцяти видань. Книга була перекладена багатьма мовами. Це був одночасно і ринковий бестселер, скандальний до непристойності, і серйозна праця, з якою полемізували, якою захоплювалися, під чий вплив підпали прославлені уми. Під двозначною чарівливістю Вейнінгера мало не усе життя знаходився Людвіг Вітґенштайн. Про Вейнінгера писали Микола Бердяєв у книзі «Сенс творчості» (що, можливо, слід зіставити з його пізнішими профашистськими симпатіями) і — чому зовсім не доводиться дивуватися — Василь Розанов («Опале листя»). З рецензії Бердяєва: «Книга Вейнінгера, книга юнака 22-х років, — можливо, найяскравіше явище сучасної німецької культури; після Ніцше нічого вже не було в цій дрібніючій культурі такого знаменного. У книзі цей дух німецького ідеалізму і романтизму доходить до релігійної муки… В юнацькій книзі Вейнігера є геніальний розмах, від похмурої книги віє свіжістю… Вейнінгер доброчинно діє навіть у тому випадку, коли висловлює свідомо хибні ідеї. Так хочеться, щоб Вейнінгера оцінили, і так не хочеться, щоб вейнгеріанство стало модою».
З «Сенсу творчості»: «У Вейнінгера у хворобливо спотвореному вигляді відбивається вчення великих містиків про андрогіна, про жінку і любов. Він філософськи обґрунтовує ідею бісексуальності людської істоти. Він бачить в жінці результат падіння людини. Він бачить в еротиці відновлення цілісної, андрогінічної природи людини. Криза родової статі в нім досягла останньої гостроти. Гріховність сексуального життя він відчуває з не меншою силою, ніж святі отці. Та все ж в нім немає чогось істотного, що робило б його глашатаєм великої істини. Вейнінгер відірваний від релігійних реальностей і тому говорить про нереальну жінку. Але жінка не менш реальна, ніж чоловік, або чоловік так само нереальний, як і жінка. У вченні про еротику він рветься до містики, еротика спокутує для нього гріх».
Роберт Музіль відчував до Вейнінгера відчужений інтерес — як і до психоаналізу Фрейда. Автор «Статі та характеру» став мало не головною фігурою в гучній книзі Теодора Лессінга «Ненависть євреїв до себе» (1930); самий термін Selbsthab був, мабуть, запозичений у Вейнінгера. Були спроби оживити інтерес до Вейнингера в нацистській Німеччині (доктор Центграф випустив у Берліні в 1943 р. брошуру «Жид філософствує»). Але жононенависництво Вейнінгера викликало живе і зрозуміле співчуття в Августа Стріндберга. «Дивна, загадкова людина цей Вейнінгер! — вигукує Стріндберг. — Вже народився винуватим — як і я.». Великий швед знайшов в цьому хлопчику споріднену душу.
Інші опубліковані твори: Останні слова (К., 1995).